# Харт, Джордж
Джордж Харт (англ. George Hart; 23 марта 1839, Лондон — 25 апреля 1891, Ньюхейвен, Восточный Суссекс) — английский музыковед и изготовитель музыкальных инструментов.
Вступил в дело своего отца, Джона Томаса Харта (1805—1874), с 1825 года занимавшегося в Лондоне изготовлением и продажей скрипок (фирма стала называться Hart & Son). Производство затем перешло к сыновьям Харта и просуществовало до 1939 года, когда младший из них, Херберт Харт (1883—1953), отошёл от дел. Сам Джордж Харт, однако, в большей степени известен как автор подробного обзора «Скрипка, её знаменитые изготовители и их подражатели» (англ. The violin: its famous makers and their imitators), впервые изданного в 1875 году и неоднократно перепечатывавшегося. За этой книгой последовала и вторая, «Скрипка и музыка для неё» (англ. The violin and its music; 1881).